# Fools Rush In (Born Crain)
Fools Rush In is de debuutsingle van Born Crain (toen nog onder de naam "Born") die op 6 januari 2006 werd uitgebracht in België. Het nummer verscheen in oktober 2006 op de debuut-cd van Born Crain (onder de artiestennaam ReBorn) samen met 10 andere tracks. Het album heet net zoals de single Fools Rush In.

## Ultratop 50
| Single met hitnotering(en) in de Vlaamse Ultratop 50 | Datum van verschijnen | Datum van binnenkomst | Hoogste positie | Aantal weken | Opmerkingen |
| ---------------------------------------------------- | --------------------- | --------------------- | --------------- | ------------ | ----------- |
| Fools Rush In                                        | 06-01-2006            | 21-01-2006            | 10              | 9            |             |